# GINAF Rally Service

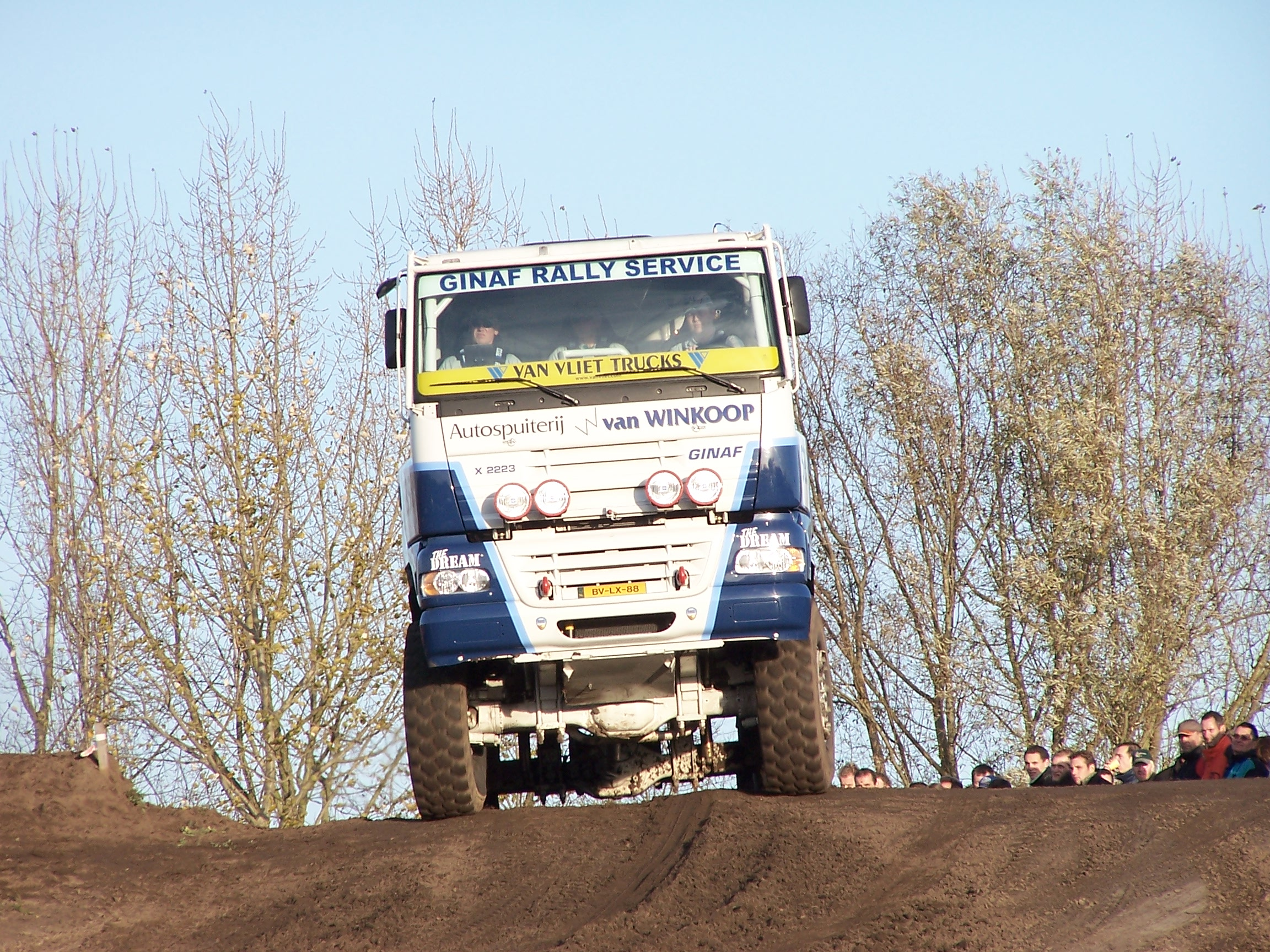
Edwin van Ginkel

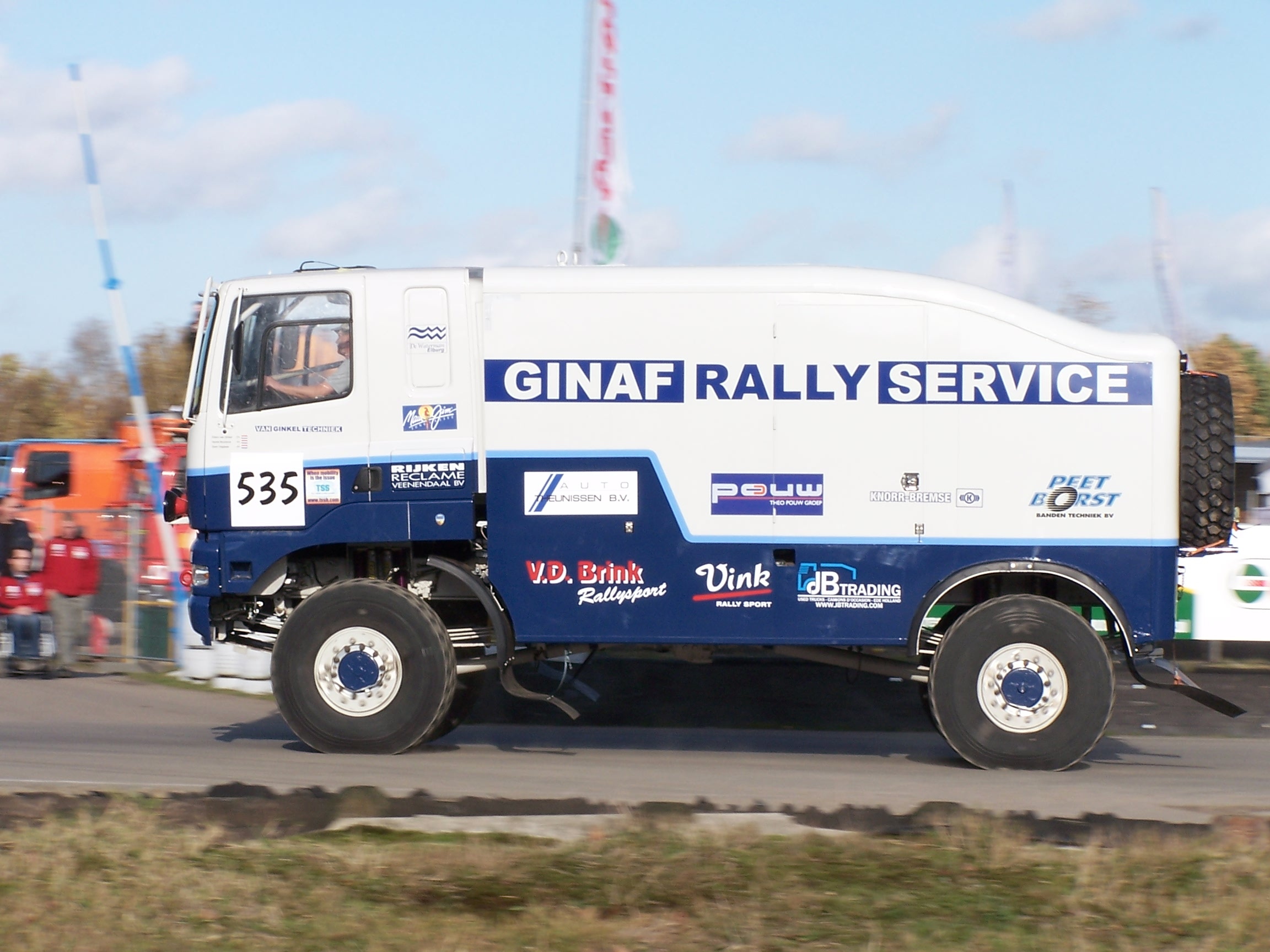
Ginaf X2223

De GINAF Rally Service verzorgt de service en technische ondersteuning tijdens rally-raids voor de trucks van Ginaf Rally Power en diverse klantenteams, zoals Vink Rally Sport, Van Den Brink Rallysport, Dakarsport.com, JB Trading, Frits van Eerd en Dakar Team Holland.

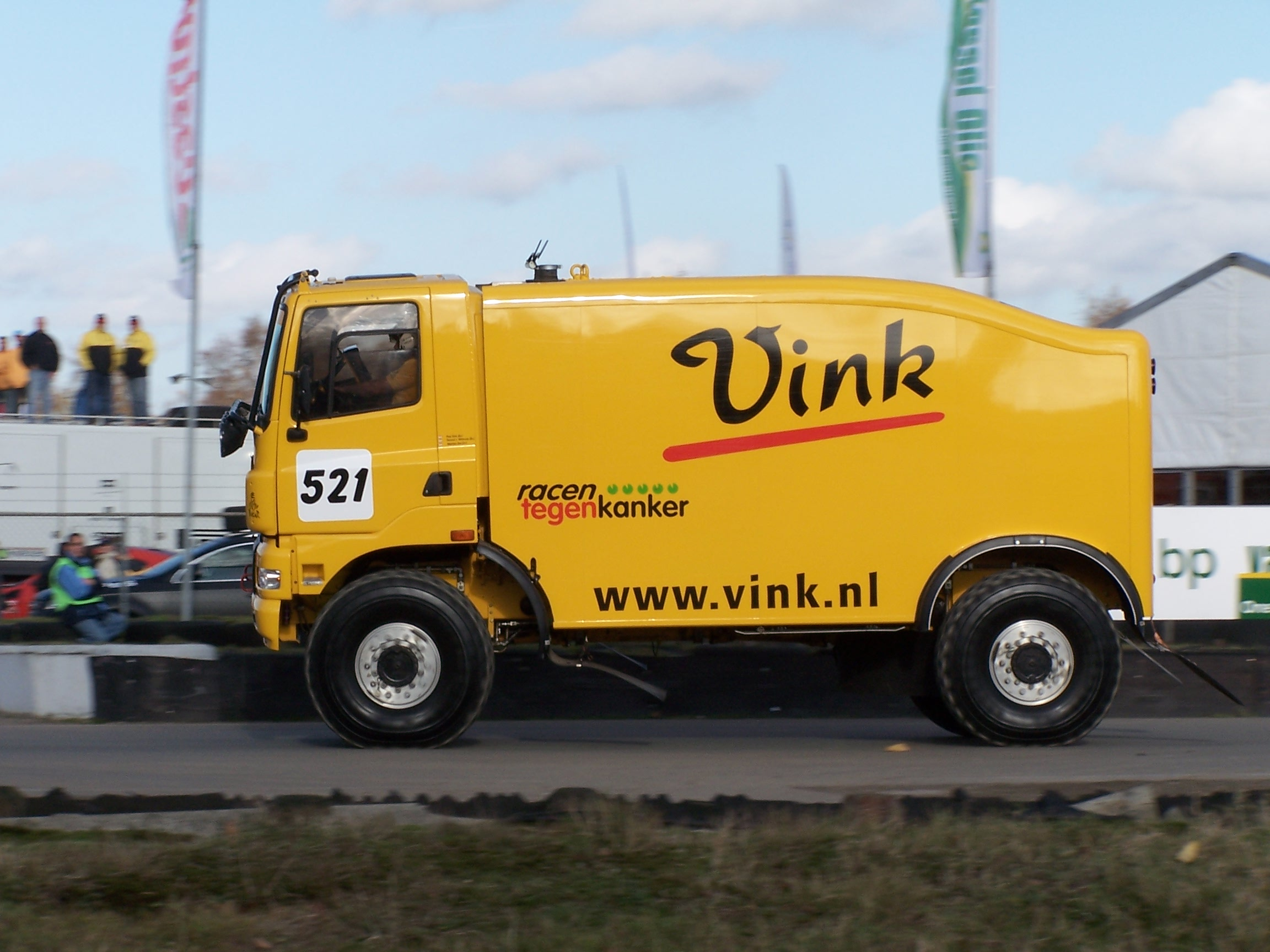
Vink Rally Sport (2007 t/m 2009)
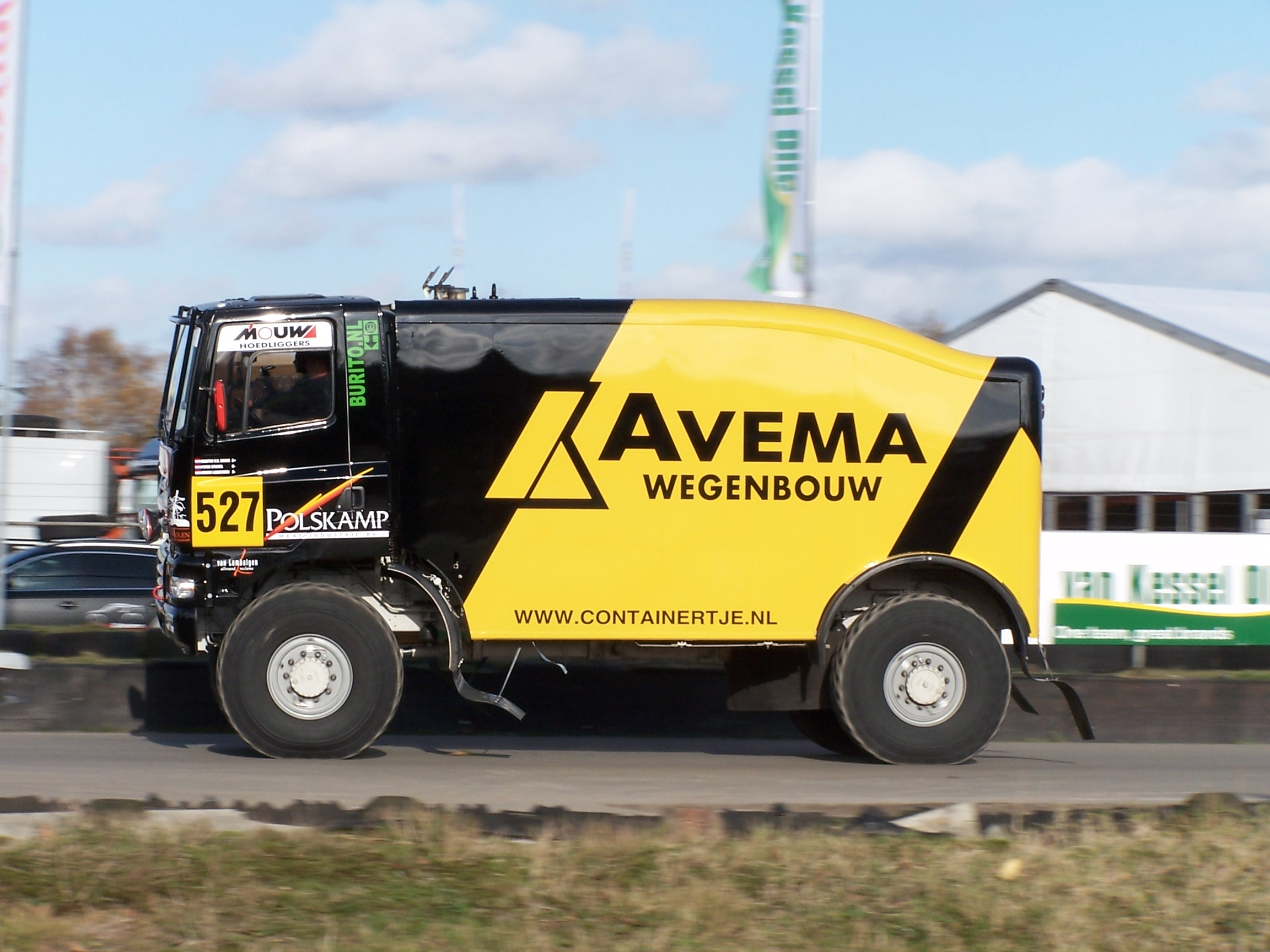
Van Den Brink Rallysport (2009 t/m 2010)
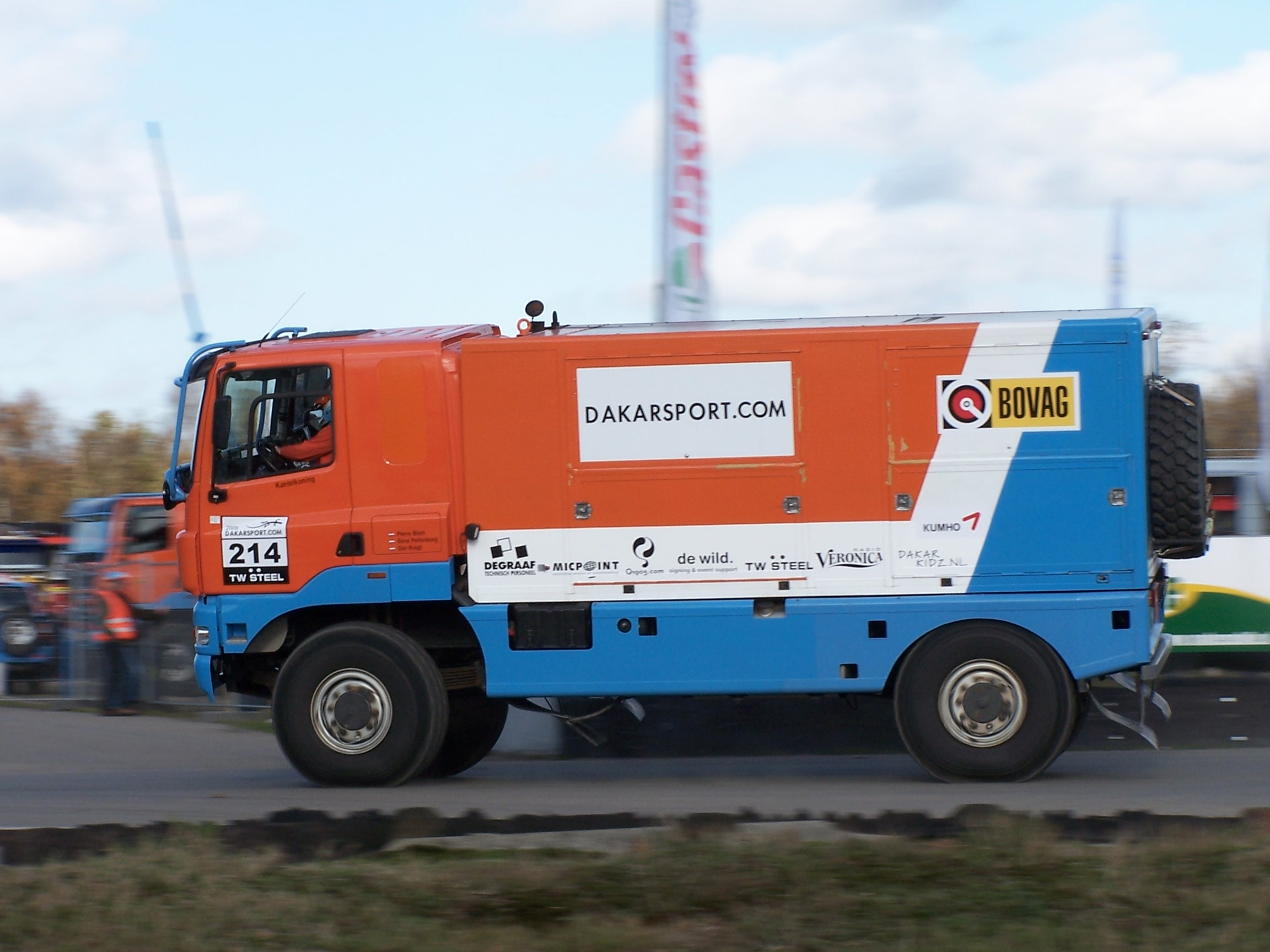
Dakarsport.com (2009)
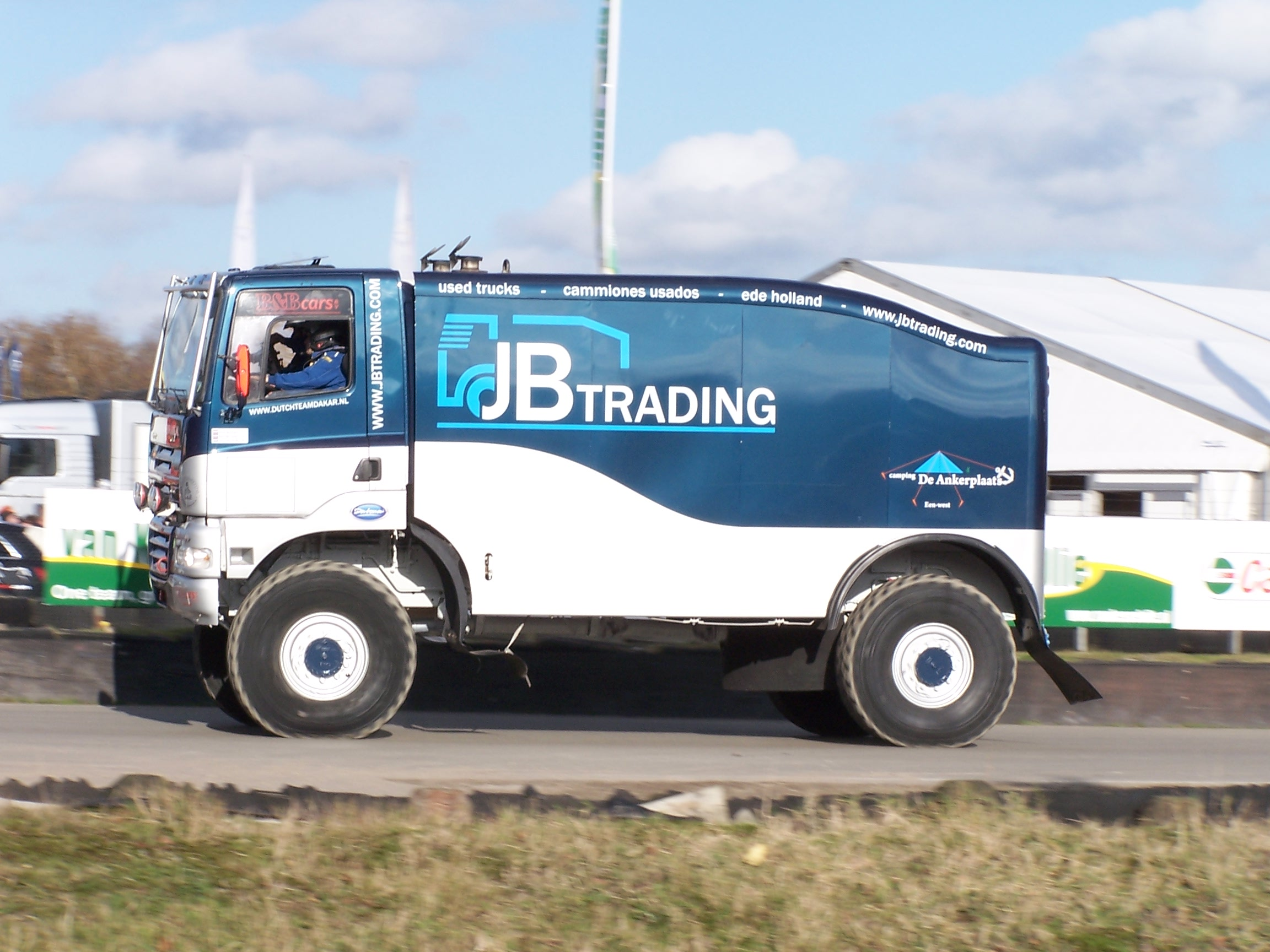
JB Trading (2009)

## Palmares GINAF Rally Service aanRally-Raids
| Jaar                                                                     | Naam Rally / Route                                 | Startnummer                               | Team                                    | Merk/Type                      | Positie Trucks Overall                 | Totale Rijtijd Start/Finish(Afstand Totaal/Special) |
| ------------------------------------------------------------------------ | -------------------------------------------------- | ----------------------------------------- | --------------------------------------- | ------------------------------ | -------------------------------------- | --------------------------------------------------- |
| 2007                                                                     | Le Dakar Lissabon - Dakar                          | 518                                       | Vink Rally Sport                        | Ginaf X2222 4x4 wedstrijdtruck | uitgevallen in etappe 8                | 00h00'00"(7915/4309)                                |
| 2008                                                                     | Le Dakar Lissabon - Dakar                          | 636                                       | Vink Rally Sport                        | Ginaf X2222 4x4 wedstrijdtruck | rally afgelast vanwege terreurdreiging | 00h00'00"(9273/5736)                                |
| Central Europe Rally(Dakar Series) ( Boedapest- Baia Mare- Balatonfüred) | 418                                                | Vink Rally Sport                          | Ginaf X2222 4x4 wedstrijdtruck          | 6e plaats                      | 13h25'07"(2671/1092)                   |                                                     |
| 2009                                                                     | Le Dakar Buenos Aires - Valparaíso - Buenos Aires  | 521                                       | Vink Rally Sport                        | Ginaf X2222 4x4 wedstrijdtruck | uitgevallen in etappe 5                | 00h00'00"(9574/5652)                                |
| 527                                                                      | Le Dakar Buenos Aires - Valparaíso - Buenos Aires  | Van Den Brink Rallysport                  | Ginaf X2222 4x4 wedstrijdtruck          | 12e plaats                     | 71h18'22"(9574/5652)                   |                                                     |
| 535                                                                      | Le Dakar Buenos Aires - Valparaíso - Buenos Aires  | Team Edwin van Ginkel                     | Ginaf X2223 4x4 snelle assistentietruck | 42e plaats                     | 227h26'39"(9574/5652)                  |                                                     |
| 551                                                                      | Le Dakar Buenos Aires - Valparaíso - Buenos Aires  | Dakarsport.com                            | Ginaf X2223 4x4 snelle assistentietruck | 43e plaats                     | 230h34'07"(9574/5652)                  |                                                     |
| 577                                                                      | Le Dakar Buenos Aires - Valparaíso - Buenos Aires  | JB Trading                                | Ginaf X2222 4x4 wedstrijdtruck          | 19e plaats                     | 94h12'39"(9574/5652)                   |                                                     |
| 2010                                                                     | Le Dakar Buenos Aires - Antofagasta - Buenos Aires | 512                                       | Van Den Brink Rallysport                | Ginaf X2222 4x4 wedstrijdtruck | uitgevallen in etappe 1                | 00h00'00"(9030/4810)                                |
| 515                                                                      | Le Dakar Buenos Aires - Antofagasta - Buenos Aires | Dakar Team Holland                        | Ginaf X2222 4x4 wedstrijdtruck          | uitgevallen in etappe 3        | 00h00'00"(9030/4810)                   |                                                     |
| 522                                                                      | Le Dakar Buenos Aires - Antofagasta - Buenos Aires | Jumbo Team                                | Ginaf X2222 4x4 wedstrijdtruck          | uitgevallen in etappe 7        | 00h00'00"(9030/4810)                   |                                                     |
| 525                                                                      | Le Dakar Buenos Aires - Antofagasta - Buenos Aires | Team Edwin van Ginkel                     | Ginaf X2223 4x4 snelle assistentietruck | 17e plaats                     | 109h58'46"(9030/4810)                  |                                                     |
| 2011                                                                     | Le Dakar Buenos Aires - Arica - Buenos Aires       | 511                                       | Van Den Brink Rallysport                | Ginaf X2222 4x4 wedstrijdtruck | 11e plaats                             | 114h01'32"(8697/4222)                               |
| 530                                                                      | Le Dakar Buenos Aires - Arica - Buenos Aires       | Dakar Team Holland                        | Ginaf X2222 4x4 wedstrijdtruck          | uitgevallen in etappe 5        | 00h00'00"(8697/4222)                   |                                                     |
| 538                                                                      | Le Dakar Buenos Aires - Arica - Buenos Aires       | Italtrans                                 | Ginaf X2223 4x4 wedstrijdtruck          | 15e plaats                     | 117h59'15"(8697/4222)                  |                                                     |
| 542                                                                      | Le Dakar Buenos Aires - Arica - Buenos Aires       | Rally Team Smink                          | Ginaf X2222 4x4 wedstrijdtruck          | 27e plaats                     | 154h00'48"(8697/4222)                  |                                                     |
| 553                                                                      | Le Dakar Buenos Aires - Arica - Buenos Aires       | JB Trading                                | Ginaf X2222 4x4 snelle assistentietruck | uitgevallen in etappe 4        | 00h00'00"(8697/4222)                   |                                                     |
| 557                                                                      | Le Dakar Buenos Aires - Arica - Buenos Aires       | Team Edwin van Ginkel                     | Ginaf X2223 4x4 snelle assistentietruck | 28e plaats                     | 172h36'26"(8697/4222)                  |                                                     |
| Silk Way Rally(Dakar Series) Moskou - Sotsji                             | 310                                                | Team Edwin van Ginkel                     | Ginaf X2223 4x4 snelle assistentietruck | uitgevallen in etappe 4        | 00h00'00"(3983/2450)                   |                                                     |
| 2012                                                                     | Le Dakar Mar del Plata - Copiapó - Lima            | 517                                       | Italtrans                               | Ginaf X2223 4x4 wedstrijdtruck | uitgevallen in etappe 2                | 00h00'00"(8333/4151)                                |
| 525                                                                      | Le Dakar Mar del Plata - Copiapó - Lima            | Rally Team Smink                          | Ginaf X2222 4x4 wedstrijdtruck          | 15e plaats                     | 60h57'53"(8333/4151)                   |                                                     |
| 528                                                                      | Le Dakar Mar del Plata - Copiapó - Lima            | Racing for Holland                        | Ginaf X2222 4x4 wedstrijdtruck          | 33e plaats                     | 82h38'31"(8333/4151)                   |                                                     |
| 572                                                                      | Le Dakar Mar del Plata - Copiapó - Lima            | Team Gerard van Veenendaal                | Ginaf X2223 4x4 snelle assistentietruck | 54e plaats                     | 181h19'00"(8333/4151)                  |                                                     |
| Rally van Marokko Erfoud - Zagora                                        | 407                                                | Italtrans                                 | Ginaf X2223 4x4 wedstrijdtruck          | 4e plaats                      | 23h53'15"(2074/1544)                   |                                                     |
| 2013                                                                     | Le Dakar Lima - San Miguel de Tucuman - Santiago   | 515                                       | Italtrans                               | Ginaf X2222 4x4 wedstrijdtruck | 23e plaats                             | 51h44'06"(8121/3541)                                |
| 521                                                                      | Le Dakar Lima - San Miguel de Tucuman - Santiago   | Rally Team Smink                          | Ginaf X2222 4x4 wedstrijdtruck          | 12e plaats                     | 41h52'26"(8121/3541)                   |                                                     |
| 523                                                                      | Le Dakar Lima - San Miguel de Tucuman - Santiago   | Racing for Holland                        | Ginaf X2222 4x4 wedstrijdtruck          | 25e plaats                     | 54h24'10"(8121/3541)                   |                                                     |
| 538                                                                      | Le Dakar Lima - San Miguel de Tucuman - Santiago   | Team Edwin van Ginkel                     | Ginaf X2223 4x4 snelle assistentietruck | 51e plaats                     | 82h31'35"(8121/3541)                   |                                                     |
| 542                                                                      | Le Dakar Lima - San Miguel de Tucuman - Santiago   | Riwald Dakar Team Powered by Wevers Sport | Ginaf X2223 4x4 wedstrijdtruck          | 32e plaats                     | 59h31'36"(8121/3541)                   |                                                     |
| 2014                                                                     | Le Dakar Rosario - Salta / Uyuni - Valparaíso      | 526                                       | Racing for Holland                      | Ginaf X2222 4x4 wedstrijdtruck | uitgevallen in etappe 4                | 00h00'00"(9188/5212)                                |
| 541                                                                      | Le Dakar Rosario - Salta / Uyuni - Valparaíso      | Maxxis Dakar Team Powered by Super B      | Ginaf X2223 4x4 wedstrijdtruck          |                                | h'"(9188/5212)                         |                                                     |
| 548                                                                      | Le Dakar Rosario - Salta / Uyuni - Valparaíso      | JB Trading                                | Ginaf X2222 4x4 wedstrijdtruck          |                                | h'"(9188/5212)                         |                                                     |
| 557                                                                      | Le Dakar Rosario - Salta / Uyuni - Valparaíso      | Rainbow Truck Team                        | Ginaf X2223 4x4 wedstrijdtruck          |                                | h'"(9188/5212)                         |                                                     |
| 559                                                                      | Le Dakar Rosario - Salta / Uyuni - Valparaíso      | Team Daniel Bruinsma                      | Ginaf X2222 4x4 snelle assistentietruck | uitgevallen in etappe 2        | 00h00'00"(9188/5212)                   |                                                     |